# Сьерво
Сьерво (исп. Isla del Ciervo) — остров в Средиземном море, расположенном к югу от Ла-Манга и административно относится к муниципалитету Картахена комарки Кампо-де-Картахена (Мурсия), самый южный из островов Мар-Менор. Из-за близости к береговой линии до него можно легко добраться пешком.

## География
До недавнего времени остров был объединен с материком узким искусственным перешейком. Чтобы не повредить хрупкую экосистему острова, эта дорога недавно была уничтожена, чем была восстановлена полная изолированность острова.
Остров высотой до 25 м и площадью 0,65 км² необитаем. Как и остальные острова Мар-Менор, имеет вулканическое происхождение. Он появился около 7 миллионов лет назад во время верхнего миоцена. Остров был образован двумя бывшими вулканическими кратерами.
Является природным парком и заповедной зоной для птиц, охраняемыми государством. Среди видов растений следует особо упомянуть Chamaerops humilis, Withania frutescens, Periploca angustifolia и Caralluma europaea.